# The Gems
The Gems is een Zweedse rockband die in 2023 werd opgericht door drie ex-bandleden van Thundermother. Kenmerkend aan de band is de voltallige vrouwelijke bezetting, wat in de rock- en metalwereld geen gemeengoed is.

## Geschiedenis
In maart 2023 stapten Mancini, Johansson en Lindgren uit de band Thundermother. Daarop richtten zij een nieuwe band op onder de naam The Gems. Op 22 maart dat jaar speelde de band een eerste concert op Pustervik in Göteborg, als openingsact van The Night Flight Orchestra. Op 3 mei dat jaar tekende de band een platencontract bij Napalm Records; drie dagen later stond de band op het Downtown Riot-festival in Stockholm. Op 15 juni 2023 verscheen de eerste single: Like A Phoenix.
Like a Phoenix werd goed ontvangen en steeg naar de tweede plaats van de hitlijsten van rock-radiostations in Duitsland.
Op 21 juni 2023 speelde de band voor het eerst in Duitsland, te weten op de Kieler Woche in Kiel. Over de tweede single, Send Me To The Wolves, zei de band:

Het nummer gaat over overwinnen: laat je niet kisten en vecht altijd terug. Laat pestkoppen je leven niet bepalen.

Op 5 maart 2024 bracht The Gems het feministische nummer Queens uit in het kader van Internationale Vrouwendag. In juni dat jaar stond de band op het hoofdpodium van Sweden Rock Festival.

### Debuutalbum
Op 26 januari 2024 verscheen het debuutalbum Phoenix. Het album werd goed ontvangen, al werd ook gesteld dat het qua stijl erg leek op de nummers van Thundermother, de vorige band van het trio. Verder werd de stem van zangeres Guernica Mancini vergeleken met die van Lizzy Hale, zangeres van Halestorm.
Het nummer Running was oorspronkelijk bedoeld voor Mancini's soloproject. Like A Phoenix en P.S.Y.C.H.O. zijn geschreven door Johansson.
De band zei over het album:

Veel nummers op het album lijken in eerste instantie over iets negatiefs te gaan, maar ze gaan juist over licht aan het eind van de tunnel. Ze gaan over hoop. Je moet het verleden loslaten en naar de toekomst kijken. Neem de volgende stap en overwin je angsten.

## Stijl
The Gems speelt diverse stijlen, van rock-'n-roll tot lichte en wat zwaardere rock. Dit in tegenstelling tot hun vorige band Thundermother, waar de gekozen stijlen beperkter waren. Ook krijgt gitariste Lindgren meer ruimte voor solo's. Het nummer Like A Phoenix verscheen tevens in een akoestische versie, met een meer country-achtige stijl. Op het eigen YouTubekanaal brengt de band voornamelijk akoestische covers uit.

## Discografie

### Albums
| Jaar | Titel   |
| ---- | ------- |
| 2024 | Phoenix |

### Singles
| Jaar | Titel                 | Album   |
| ---- | --------------------- | ------- |
| 2023 | Like A Phoenix        | Phoenix |
| 2023 | Send Me To The Wolves | Phoenix |
| 2023 | P.S.Y.C.H.O.          | Phoenix |
| 2023 | Undiscovered Paths    | Phoenix |
| 2024 | Queens                | Phoenix |
| 2025 | Live and Let Go       | -       |

### Promotionele singles
| Jaar | Titel                   | Album   |
| ---- | ----------------------- | ------- |
| 2024 | Fruits of my Labour     | Phoenix |
| 2024 | Aurora (Acoustic, Live) |         |
| 2025 | Inception               |         |

## Prijzen
- Rocknyttpriset - Årets Genombrott 2024